# Dominya
Dominya est l'un des districts de la sous-préfecture de Boffa (Guinée), situé dans la préfecture de Boffa en république de Guinée, .

## Géographie

### Démographie
- En 2014, le district comptait 714 habitants selon les RGPH 2014[3].